# Ocupación japonesa de Corea
La ocupación japonesa de Corea comprende parte de la expansión del Imperio del Japón en la que Corea se encontró bajo el dominio japonés en calidad de colonia durante casi 35 años (del 22 de agosto de 1910 al 15 de agosto de 1945), durante casi toda la primera mitad del siglo XX hasta la rendición japonesa en la Segunda Guerra Mundial, unos años antes de la guerra de Corea.
La intrusión de Japón en los asuntos internos de Corea comenzó con el tratado de Kanghwa de 1876 firmado con la dinastía Joseon de Corea, los hechos se agravaron tras el asesinato en 1895 de la reina Myeongseong, conocida como «Reina Min», y con el tratado de Portsmouth de 1905 que puso fin a la guerra ruso-japonesa. La península fue ocupada y declarada protectorado japonés mediante el tratado de Eulsa de 1905, y luego fue anexada mediante el tratado de anexión de Corea a Japón en 1910. Los tratados de 1905 y 1910 fueron declarados sin validez por Corea del Sur y por Japón en 1965.
En Corea, comúnmente se le denomina a este período como Periodo imperial japonés (en hangul, 일제시대; en hanja, 日帝時代; romanización revisada, Ilje Sidae). Otros términos incluyen Ocupación forzada japonesa (en hangul, 일제강점기; en hanja, 日帝强占期; romanización revisada, Ilje Gangjeomgi) y Administración Wa (en hangul, 왜정; en hanja, 倭政; romanización revisada, Wae jeong). En Japón, el término más común es Joseon en el período gobernado por Japón (日本統治時代の朝鮮 Nippon Tōchi-jidai no Chōsen?). Otro término menos usado es Corea japonesa.

## Terminología
En Corea del Sur, el período generalmente se describe como la «ocupación forzada japonesa» (en hangul, 일제 강점기; en hanja, 日帝强占期; romanización revisada, Ilje Gangjeom-gi). Otros términos, aunque a menudo se consideran obsoletos, incluyen «período imperial japonés» ((en hangul, 일제시대; en hanja, 日帝時代; romanización revisada, Ilje Sidae)), «el oscuro período imperial japonés» (en hangul, 일제암흑기; en hanja, 日帝暗黑期; romanización revisada, Ilje Amheuk-gi), «período de la administración colonial imperial japonesa» (en hangul, 일제 식민 통치 시대; en hanja, 日帝植民統治時代; romanización revisada, Ilje Sikmin Tongchi Sidae) y «Administración Wae» (en hangul, 왜정; en hanja, 倭政; romanización revisada, Wae-jeong).
En Japón, se ha utilizado el término «período Chōsen (Corea) del gobierno japonés» (日本統治時代の朝鮮 Nippon Tōchi-jidai no Chōsen?).

## Contexto histórico

### Agitación política en Corea

#### Tratado coreano-nipón de 1876

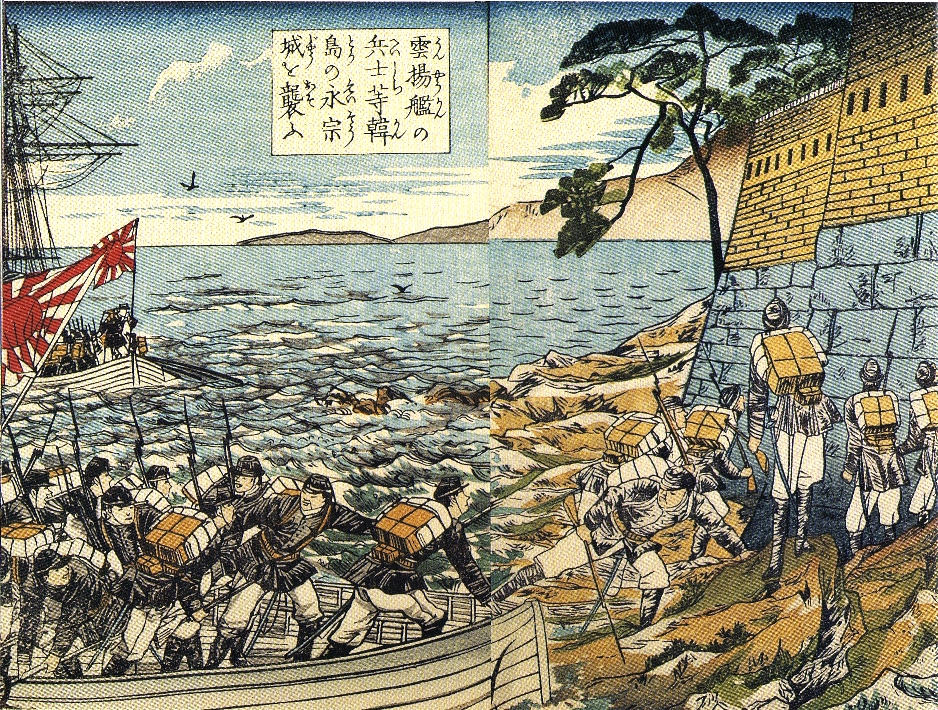
Los soldados japoneses desembarcan del Unyō en la isla Yeongjong, cerca de Ganghwa.

El 27 de febrero de 1876, fue firmado el tratado coreano-nipón de 1876, también conocido en Japón como el Tratado de Amistad Japón-Corea (日朝修好条規, Nitchō-shūkōjōki, (en hangul, 강화도조약; en hanja, 江華島條約; romanización revisada, 'Ganghwado joyak')). Fue diseñado para abrir Corea al comercio japonés, y los derechos otorgados a Japón en virtud del tratado fueron similares a los otorgados a las potencias occidentales en Japón tras la visita del comodoro Perry en 1854. Sin embargo, el tratado puso fin al estatus de Corea como protectorado de China, forzó la apertura de tres puertos coreanos al comercio japonés, otorgó derechos extraterritoriales a los ciudadanos japoneses y fue un tratado desigual firmado bajo coacción (diplomacia de cañonero) del incidente de la isla Ganghwa de 1875.
Como resultado del tratado, los comerciantes japoneses llegaron a Busan, que se convirtió en el centro del comercio exterior. Los funcionarios japoneses luego publicaron el primer periódico de Corea, Chōsen shinpō (朝鮮新報?), en 1881. Los artículos en idioma chino estaban dirigidos a la élite educada de Corea, que abogaba por un gobierno constitucional, libertad de expresión, un fuerte estado de derecho, derechos legales y liderado por una industrialización coreana. Pocos de estos objetivos se cumplieron. Los artículos en japonés se centraron en las noticias relacionadas con los negocios, específicamente "el estancado comercio de Pusan" en arroz y otros bienes de cultivo, que fluctuaron enormemente debido a las condiciones climáticas y los caprichos de la clase elitista que recauda impuestos. Dejó de publicarse en algún momento después de mayo de 1882.

#### Incidente de Imo
El rey Daewongun, que seguía oponiéndose a cualquier concesión a Japón u Occidente, ayudó a organizar el Motín de 1882, un brote antijaponés contra la Reina Min y sus aliados. Motivados por el resentimiento por el trato preferencial dado a las tropas recién entrenadas, las fuerzas de Daewongun, o "viejos militares", mataron a los cuadros de entrenamiento japoneses y atacaron a la legación japonesa. Diplomáticos japoneses, policías, estudiantes y algunos miembros del clan Min también fueron asesinados durante el incidente. El rey Daewongun fue restaurado brevemente al poder, solo para ser llevado por la fuerza a China por las tropas chinas enviadas a Seúl para evitar un mayor desorden.
En agosto de 1882, el Tratado de Jemulpo (Tratado Japón-Corea de 1882) indemnizó a las familias de las víctimas japonesas, pagó reparaciones al gobierno japonés por un monto de 500 000 yenes y permitió que una compañía de guardias japoneses fuera estacionada en la legación japonesa en Seúl.

#### Golpe de Estado Gapsin
La lucha entre los seguidores de Heungseon Daewongun y los de la Reina Min se complicó aún más por la competencia de una facción independentista coreana conocida como el Partido Progresista (Gaehwa-dang), así como la facción conservadora. Mientras que el primero buscó el apoyo de Japón, el segundo buscó el apoyo de China. El 4 de diciembre de 1884, el Partido Progresista, asistido por los japoneses, intentó un golpe de Estado (golpe de Estado Gapsin) y estableció un gobierno pro-japonés bajo el rey reinante, dedicado a la independencia de Corea de la soberanía china. Sin embargo, esto resultó de corta duración, ya que los funcionarios conservadores coreanos solicitaron la ayuda de las fuerzas chinas estacionadas en Corea. El golpe fue sofocado por las tropas chinas, y una mafia coreana mató tanto a los oficiales japoneses como a los residentes japoneses en represalia. Algunos líderes del Partido Progresista, incluido Kim Ok-gyun, huyeron a Japón, mientras que otros fueron ejecutados. Durante los siguientes 10 años, la expansión japonesa en la economía coreana se aproximó solo por los esfuerzos de la Rusia zarista.

#### Revolución Donghak y primera guerra sino-japonesa

Principales batallas y movimientos de tropas durante la primera guerra sino-japonesa.

El estallido de la Revolución Campesina Donghak en 1894 proporcionó un pretexto fundamental para la intervención militar directa de Japón en los asuntos de Corea. En abril de 1894, el gobierno coreano solicitó asistencia china para poner fin a la revuelta campesina de Donghak. En respuesta, los líderes japoneses, citando una violación de la Convención de Tientsin como pretexto, decidieron una intervención militar para desafiar a China. El 3 de mayo de 1894, 1 500 fuerzas Qing aparecieron en Incheon. El mismo día, 6000 fuerzas japonesas también desembarcaron en Incheon, produciendo la primera guerra sino-japonesa. Japón ganó la correspondiente primera guerra sino-japonesa, y China firmó el tratado de Shimonoseki en 1895. Entre sus muchas estipulaciones, el tratado reconoció "la total y completa independencia y autonomía de Corea", terminando así la relación tributaria de Corea con la dinastía Qing china, que condujo a la proclamación de la independencia total de la dinastía Joseon coreana en 1895. Al mismo tiempo, Japón reprimió la revolución Donghak con las fuerzas del gobierno coreano. Con la excepción de la Rusia zarista, Japón ahora tenía predominio militar en Corea.

#### Asesinato de la Reina Min
El ministro japonés de Corea, Miura Gorō, organizó un complot contra la reina Min, de 43 años (más tarde se le dio el título de "Emperatriz Myeongseong"), y el 8 de octubre de 1895, fue asesinada por agentes japoneses. En 2001, se encontraron informes rusos sobre el asesinato en los archivos del Ministerio de Relaciones Exteriores de la Federación de Rusia. Los documentos incluían el testimonio del Rey Gojong, varios testigos del asesinato, y el informe de Karl Ivanovich Weber a Aleksey Lobanov-Rostovsky, ministro de Relaciones Exteriores de Rusia, por Park Jonghyo. Weber era el encargado de negocios en la legación rusa en Seúl en ese momento. Según un testigo presencial ruso, Seredin-Sabatin, un empleado del rey, un grupo de agentes japoneses ingresó a Gyeongbokgung, mató a la Reina Min y profanó su cuerpo en el ala norte del palacio.
Cuando escuchó la noticia, Heungseon Daewongun regresó al palacio real el mismo día. El 11 de febrero de 1896, el rey Gojong y el príncipe heredero se mudaron de Gyeongbokgung a la legación rusa en Jeong-dong, Seúl, desde donde gobernaron durante aproximadamente un año, un evento conocido como el refugio real de Corea en la legación rusa.

#### Protestas por la democracia y proclamación del Imperio coreano
Después del Refugio Real, algunos activistas coreanos establecieron el Club de la Independencia (독립협회; 獨立協會) en 1896. Afirmaron que Corea debería negociar con las potencias occidentales, particularmente Rusia, para contrarrestar la creciente influencia de Japón. En 1897, este club había destruido la Yeongeunmun, una histórica puerta de 1537 donde los enviados chinos habían sido escoltados y recibidos, y contribuyeron a la construcción de la Puerta de Independencia y mantuvieron reuniones regulares en las calles de Jongno, exigiendo reformas democráticas a medida que Corea se convirtió en una monarquía constitucional y el fin de la influencia japonesa y rusa en los asuntos coreanos.
En octubre de 1897, Gojong decidió regresar a su otro palacio, Deoksugung, y proclamó la fundación del Imperio de Corea. Durante este período, el gobierno coreano llevó a cabo una política de occidentalización. Sin embargo, no fue una reforma duradera, y el Club de la Independencia se disolvió el 25 de diciembre de 1898 cuando el nuevo Emperador Gojong anunció oficialmente una prohibición de congresos no oficiales.

#### Preludio a la anexión

Bandera del general residente japonés de Corea (1905-1910).

Habiendo establecido el dominio económico y militar en Corea en octubre de 1904, Japón informó que había desarrollado 25 reformas que tenía la intención de introducir en Corea de forma gradual. Entre ellos estaba la aceptación prevista por el Departamento Financiero de Corea de un Superintendente japonés, el reemplazo de los ministros de Asuntos Exteriores y cónsules coreanos por japoneses y la "unión de armas militares" en la que los militares de Corea seguirían el modelo de los militares japoneses. Estas reformas fueron prevenidas por el enjuiciamiento de la guerra ruso-japonesa desde el 8 de febrero de 1904 hasta el 5 de septiembre de 1905, que ganó Japón, eliminando así el último rival de Japón para influir en Corea. Según el tratado de Portsmouth, firmado en septiembre de 1905, Rusia reconoció el "interés político, militar y económico" de Japón en Corea.
Dos meses después, Corea se vio obligada a convertirse en un protectorado japonés por el tratado Japón-Corea de 1905 y se promulgaron las "reformas", incluida la reducción del ejército coreano de 20 000 a 1 000 hombres al disolver todas las guarniciones en las provincias, reteniendo solo una sola guarnición en los recintos de Seúl. El 6 de enero de 1905, Horace Allen, jefe de la Legación estadounidense en Seúl, informó a su Secretario de Estado, John Hay, que el gobierno coreano había sido advertido por el gobierno japonés "de que en adelante los asuntos policiales de Seúl serán controlados por la gendarmería japonesa" y "que se colocará un inspector de policía japonés en cada prefectura". Un gran número de coreanos se organizaron en movimientos de educación y reforma, pero el dominio japonés en Corea se había convertido en una realidad.
En junio de 1907, se celebró la Segunda Conferencia de Paz de La Haya. El emperador Gojong envió secretamente a tres representantes para llamar la atención del mundo sobre los problemas de Corea. Los delegados internacionales negaron el acceso a los tres enviados a los debates públicos que cuestionaron la legalidad de la convención del protectorado. Por desesperación, uno de los representantes coreanos, Yi Tjoune, se suicidó en La Haya. En respuesta, el gobierno japonés tomó medidas más enérgicas. El 19 de julio de 1907, el emperador Gojong se vio obligado a renunciar a su autoridad imperial y designar al Príncipe Heredero como regente. Los funcionarios japoneses utilizaron esta concesión para forzar la adhesión del nuevo emperador Sunjong después de la abdicación, que Gojong nunca acordó. Ni Gojong ni Sunjong estuvieron presentes en la ceremonia de "adhesión". Sunjong iba a ser el último gobernante de la dinastía Joseon, fundada en 1392.

## Tratado de anexión Japón-Corea

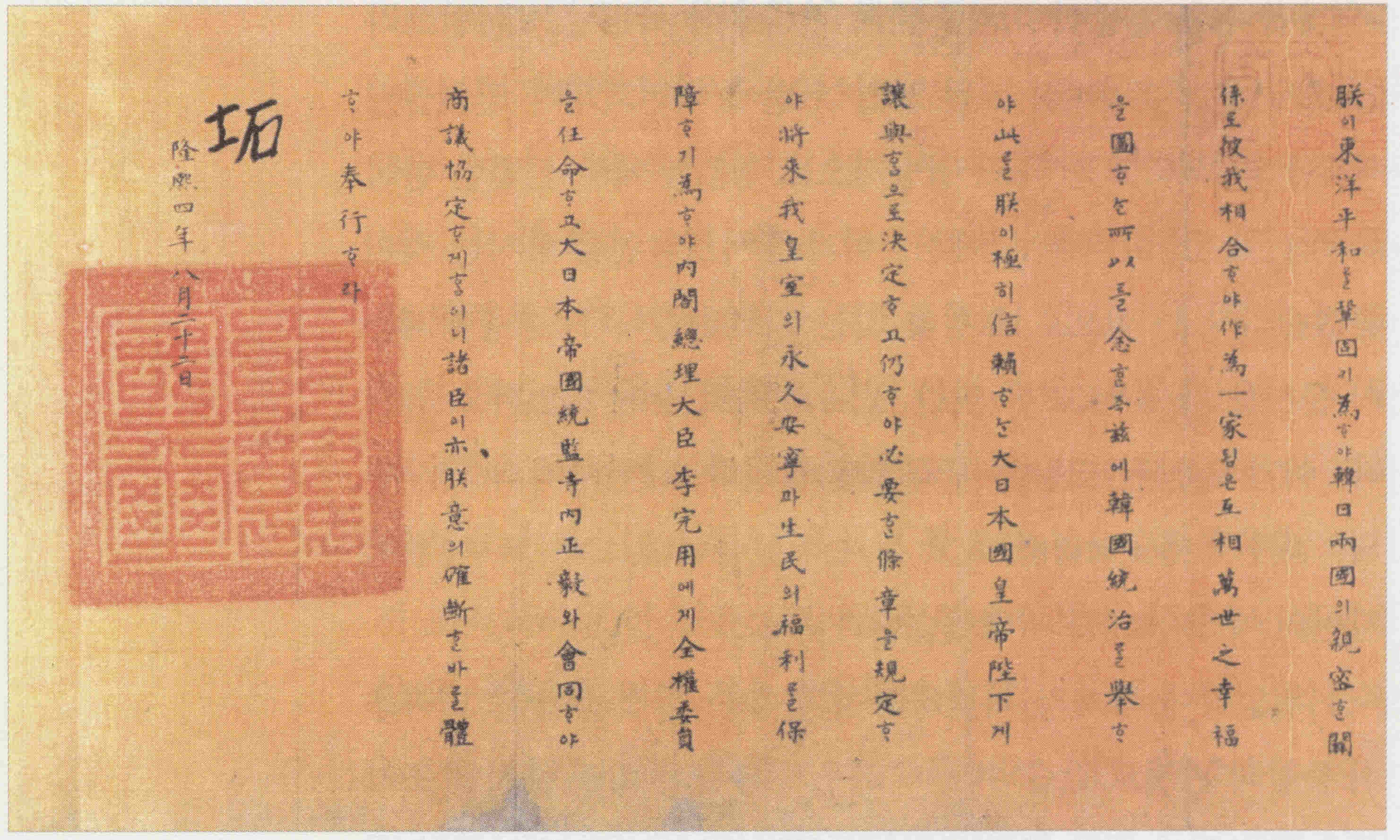
Poder notarial general de Lee Wan-yong sellado y firmado, por el último emperador, Sunjong (李坧) el 22 de agosto de 1910 (융희4년; 隆熙4年)

En mayo de 1910, el Ministro de Guerra de Japón, Terauchi Masatake, recibió la misión de finalizar el control japonés sobre Corea después de los tratados anteriores (el tratado Japón-Corea de 1904 y el tratado Japón-Corea de 1907) habían convertido a Corea en un protectorado de Japón y había establecido la hegemonía japonesa sobre la política doméstica coreana. El 22 de agosto de 1910, Japón anexó efectivamente Corea con el tratado Japón-Corea de 1910 firmado por Ye Wanyong, primer ministro de Corea, y Terauchi Masatake, quien se convirtió en el primer Gobernador General japonés de Corea.
El tratado entró en vigencia el mismo día y se publicó una semana después. El tratado estipulaba:
- Artículo 1: Su Majestad el Emperador de Corea concede completa y definitivamente toda su soberanía sobre todo el territorio coreano a Su Majestad el Emperador de Japón.
- Artículo 2: Su Majestad el Emperador de Japón acepta la concesión establecida en el artículo anterior y consiente la anexión de Corea al Imperio del Japón.

Tanto el protectorado como los tratados de anexión fueron declarados nulos en el tratado de 1965 sobre Relaciones Básicas entre Japón y la República de Corea.
Este período también se conoce como Era del reinado de la policía militar (1910–19) en el que la policía tenía la autoridad para gobernar todo el país. Japón tenía el control de los medios, la ley y el gobierno mediante el poder físico y las regulaciones.
En marzo de 2010, 109 de los principales intelectuales coreanos y 105 de sus pares japoneses se reunieron en el centenario del tratado Japón-Corea de 1910 y declararon nulo y sin efecto este tratado de anexión. Realizaron estas declaraciones en cada una de sus ciudades capitales (Seúl y Tokio) en conferencia de prensa. Anunciaron que "el imperio japonés presionó la protesta del Imperio y el pueblo coreanos y fue forzado por el tratado Japón-Corea de 1910 y el texto completo de un tratado era falso y el texto del acuerdo también era falso". Además, anunciaron que el "proceso y formalidad del tratado Japón-Corea de 1910" tenía una gran deficiencia y, por lo tanto, este tratado era nulo. Esto significaba que el Movimiento Primero de marzo no era un movimiento ilegal.

## Primera Guerra Mundial y entreguerras (1910-1941)

### Migración japonesa y propiedad de la tierra
Alrededor de la época de la primera guerra sino-japonesa de 1894-1895, los comerciantes japoneses comenzaron a establecerse en pueblos y ciudades en Corea en busca de oportunidades económicas. Para 1910, el número de colonos japoneses en Corea había alcanzado más de 170 000, comprendiendo la mayor comunidad japonesa de ultramar del mundo en ese momento. El liderazgo japonés, convencido de que su propio país estaba superpoblado, especialmente en las zonas rurales, alentó a los agricultores a emigrar.

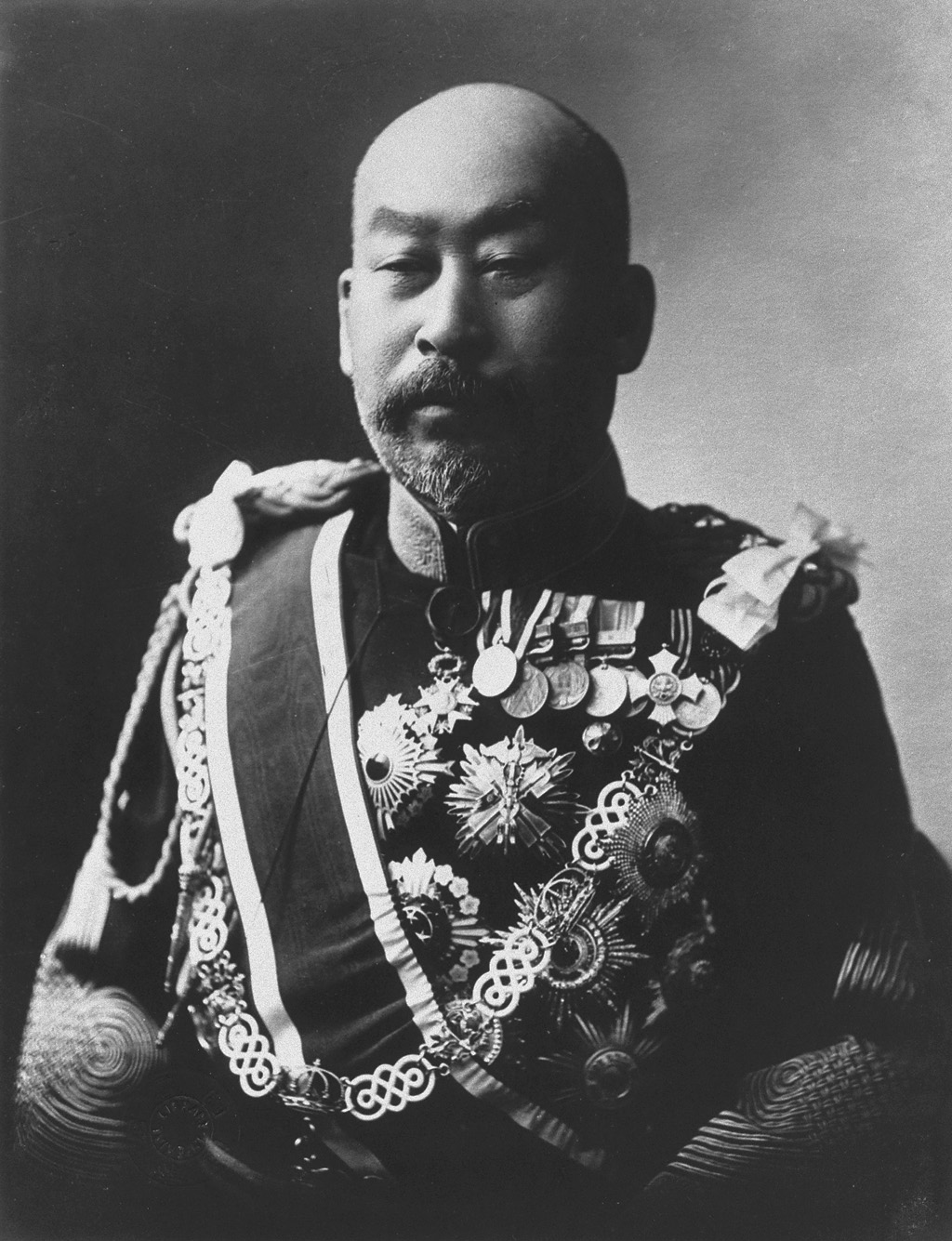
Terauchi Masatake, el primer Gobernador general de Corea

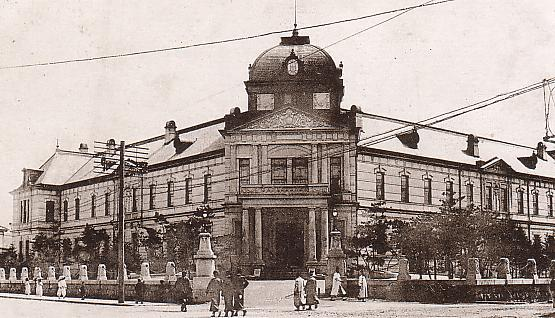
Oficinas centrales de la Compañía Japonesa de Corea Oriental en Seúl.

Muchos colonos japoneses mostraron interés en adquirir tierras agrícolas en Corea, incluso antes de que la propiedad de tierras japonesas se legalizara oficialmente en 1906. El gobernador general Terauchi Masatake facilitó la solución mediante la reforma agraria, que inicialmente resultó ser popular entre la mayoría de la población coreana. El sistema coreano de propiedad de la tierra presentaba propietarios ausentes, solo propietarios y arrendatarios parciales y cultivadores con propiedad tradicional (pero sin prueba legal). La nueva Oficina de Inspección de Tierras de Terauchi realizó encuestas catastrales que establecieron la propiedad sobre la base de pruebas escritas (escrituras, títulos y documentos similares). El sistema negó la propiedad a aquellos que no podían proporcionar dicha documentación escrita; estos resultaron ser en su mayoría propietarios de clase alta e imparciales que solo tenían derechos tradicionales de cultivadores verbales. Los terratenientes japoneses incluían tanto individuos como corporaciones (como la Compañía Japonesa de Corea Oriental).
Debido a estos desarrollos, la propiedad de tierras japonesas se disparó, al igual que la cantidad de tierra tomada por compañías privadas japonesas. Muchos antiguos terratenientes coreanos, así como trabajadores agrícolas, se convirtieron en arrendatarios, habiendo perdido sus derechos casi de la noche a la mañana porque no podían pagar la recuperación de tierras y las mejoras de riego que se les imponían. Para agravar las tensiones económicas impuestas al campesinado coreano, las autoridades obligaron a los campesinos coreanos a realizar largos días de trabajo obligatorio para construir obras de riego; los funcionarios imperiales japoneses obligaron a los campesinos a pagar estos proyectos en forma de fuertes impuestos, empobreciendo a muchos de ellos y causando que aún más perdieran sus tierras. Aunque muchos otros desarrollos posteriores pusieron una presión cada vez mayor sobre los campesinos de Corea, la escasez de arroz de Japón en 1918 fue el mayor catalizador para las dificultades. Durante esa escasez, Japón miró a Corea para aumentar el cultivo de arroz; sin embargo, a medida que los campesinos coreanos comenzaron a producir más para Japón, la cantidad que tomaron para comer cayó precipitadamente, causando mucho resentimiento entre ellos.
Para 1910, se estima que entre el 7 y el 8% de todas las tierras cultivables en Corea habían quedado bajo control japonés. Esta relación aumentó constantemente; a partir de los años 1916, 1920 y 1932, la proporción de propiedad de la tierra japonesa aumentó de 36,8 a 39,8 a 52,7%. El nivel de tenencia era similar al de los agricultores en el propio Japón; sin embargo, en Corea, los terratenientes eran en su mayoría japoneses, mientras que los inquilinos eran todos coreanos. Como ocurría a menudo en el propio Japón, los inquilinos tenían que pagar más de la mitad de su cosecha como renta, lo que obligó a muchos a enviar esposas e hijas a fábricas o prostitución para poder pagar impuestos.
En la década de 1930, el crecimiento de la economía urbana y el éxodo de los agricultores hacia las ciudades habían debilitado gradualmente el dominio de los propietarios. Con el crecimiento de la economía de tiempos de guerra, el gobierno reconoció el terrateniente como un impedimento para aumentar la productividad agrícola, y tomó medidas para aumentar el control sobre el sector rural a través de la formación en Japón en 1943 de la Asociación Agrícola Central (中央農会 Chuo Nokai?), una organización obligatoria bajo la economía del comando de guerra.

### Antropología y patrimonio cultural
En 1925, el gobierno japonés estableció el Comité de compilación de historia de Corea, que fue administrado por el Gobernador General de Corea y se dedicó a recopilar materiales históricos de Corea y compilar la historia de Corea. Según la Enciclopedia Doosan, se incorporó algo de mitología. El comité dijo que Corea había acogido una vez una colonia japonesa llamada Mimana, que desde entonces ha sido debatida por estudios académicos.
El gobierno japonés llevó a cabo excavaciones en sitios arqueológicos y objetos preservados encontrados allí. La administración japonesa también reubicó algunos bienes; por ejemplo, un monumento de piedra (en hanja: 棕蟬縣神祠碑), que originalmente se encontraba en la península de Liaodong, fue sacado de su contexto y trasladado a Pionyang. El Museo del Palacio Nacional de Corea, originalmente construido como el Museo Imperial Coreano en 1908 para preservar los tesoros en el Gyeongbokgung, fue retenido bajo la administración japonesa, pero pasó a llamarse Museo de la dinastía Yi en 1938.
El Gobernador General de Corea instituyó una ley en 1933 para preservar los bienes históricos más importantes de Corea. El sistema establecido por esta ley, conservado como los actuales Tesoros Nacionales de Corea del Sur y Tesoros Nacionales de Corea del Norte, tenía la intención de contrarrestar los efectos nocivos de la velocidad del desarrollo económico, así como la falta de preocupación de los desarrolladores japoneses por el patrimonio cultural coreano en los bienes históricos coreanos, incluidos los que aún no se han desenterrado.
Gyeongbokgung, el palacio real coreano, fue demolido durante la ocupación japonesa. En 1911, poco después de la anexión de Corea por Japón, la propiedad de la tierra en el palacio fue transferida al Gobernador general japonés de Corea. En 1915, para realizar una exposición, más del 90% de los edificios fueron demolidos. Después de la exposición, los japoneses nivelaron lo que quedaba y construyeron su sede administrativa, el Edificio del Gobierno General (1916–26), en el sitio.
La restauración de Gyeongbokgung se ha llevado a cabo desde 1990. El edificio del Gobierno General fue demolido en 1995 y 1996 y posteriormente Heungnyemun (2001) y Gwanghwamun (2006-10) fueron reconstruidos en sus ubicaciones y formas originales. Las reconstrucciones de la Corte Interior y la residencia del Príncipe Heredero también se han completado.

### Disturbios antichinos de 1931
Artículo principal: Incidente de Wanpaoshan

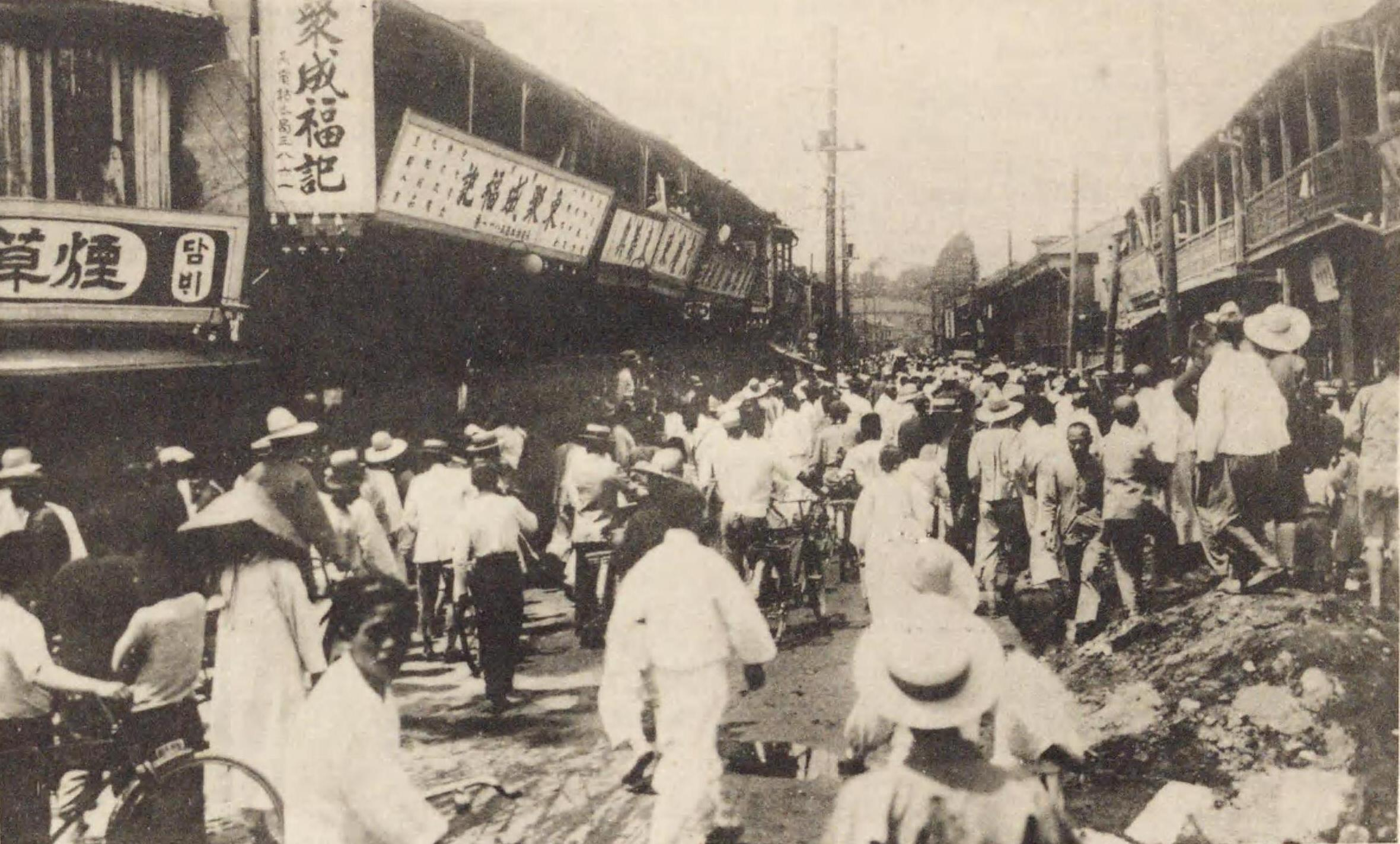
Tiendas chinas destrozadas por coreanos en Pionyang (julio de 1931).

Una serie de disturbios contra los chinos estallaron en toda Corea en 1931 como resultado de la ira pública contra el tratamiento de los migrantes coreanos en Manchuria. En la pequeña ciudad de Wanpaoshan, cerca de Changchun, estallaron "enfrentamientos violentos" entre los residentes chinos y coreanos. El gobernador general de Corea anunció que había más de 100 víctimas chinas muertas. Aproximadamente 127 chinos murieron, 393 resultaron heridos y un número considerable de propiedades fueron destruidas.
Lo peor de los disturbios ocurrió en Pionyang el 5 de julio. Los chinos alegaron además que las autoridades japonesas en Corea no tomaron las medidas adecuadas para proteger las vidas y propiedades de los residentes chinos y culparon a las autoridades por permitir que se publicaran cuentas incendiarias. Los sentimientos antichinos beneficiaron a los japoneses, ya que estos sentimientos "desplazaron la atención y el resentimiento del imperialismo japonés". Como resultado de este motín, el ministro de Asuntos Exteriores, Kijūrō Shidehara, quien insistió en la armonía japonesa, china y coreana, perdió su puesto.

### Orden de cambio de nombres
Se hicieron intentos para introducir el moderno sistema de registro de hogares. Esto provocó la abolición del sistema de castas coreano. En 1911, se emitió la proclamación "Materia sobre el cambio de nombres coreanos" (朝鮮人ノ姓名改称ニ関スル件), que prohíbe a los coreanos étnicos tomar nombres japoneses y revertir retroactivamente los nombres de coreanos que ya se habían registrado con nombres japoneses a los originales coreanos. Sin embargo, en 1939, esta posición se invirtió y el enfoque de Japón se había desplazado hacia la asimilación cultural del pueblo coreano; los Decretos Imperiales 19 y 20 sobre Asuntos Civiles de Corea (Sōshi-kaimei) entraron en vigencia, por lo que los coreanos étnicos se vieron obligados a renunciar a su uso tradicional del sistema de nombres de familia coreano basado en clanes, a favor de un nuevo apellido para ser utilizado en el registro familiar. El apellido podría ser de su elección, incluido el nombre de su clan nativo, pero en la práctica, muchos coreanos recibieron un apellido japonés. Existe controversia sobre si la adopción de un apellido japonés era efectivamente obligatoria o si simplemente se fomentaba.

## Segunda Guerra Mundial

### Ley de Movilización General del Estado

#### Deportación y trabajos forzados
La migración coreana aumentó después de la Primera Guerra Mundial y se aceleró después de 1930; en 1939, había 981.000 coreanos viviendo en el archipiélago japonés como migrantes internos.

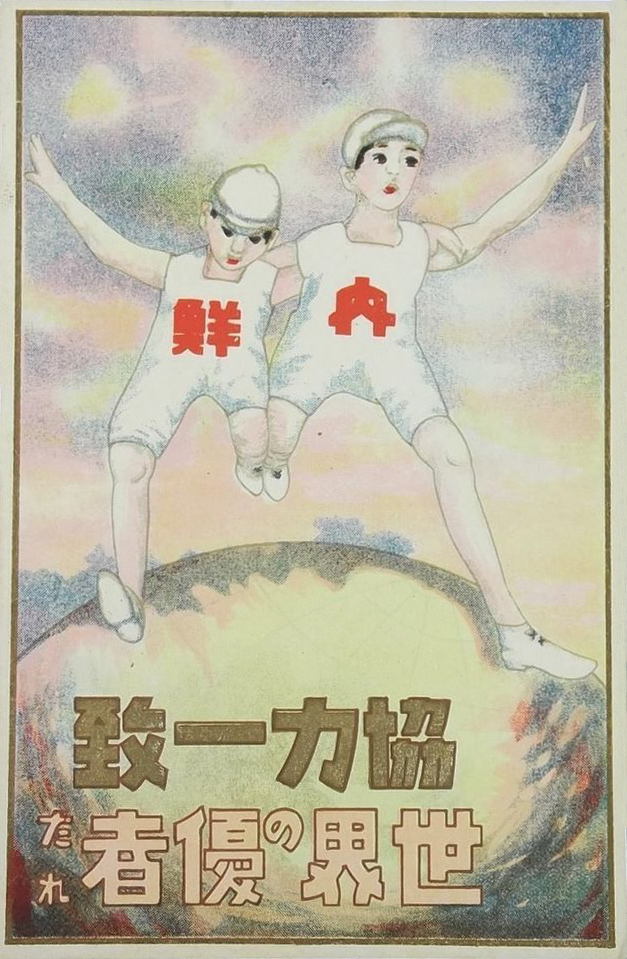
«Japón-Corea. Trabajo en equipo y unidad. Campeones del mundo». La noción de unidad racial e imperial de Corea y Japón ganó muchos seguidores entre la minoría alfabetizada de las clases media y alta.

La combinación de inmigrantes y trabajadores forzados durante la Segunda Guerra Mundial llevó el total a más de 2 millones al final de la guerra, según las estimaciones del Comandante Supremo de las Potencias Aliadas. En 1946, unos 1,34 millones coreanos étnicos fueron repatriados a Corea, y 650 000 decidieron permanecer en Japón, donde ahora forman la comunidad coreana de Zainichi. Una encuesta realizada en 1982 por la Asociación de Jóvenes de Corea mostró que los trabajadores reclutados representan el 13 por ciento de los coreanos zainichi de primera generación.

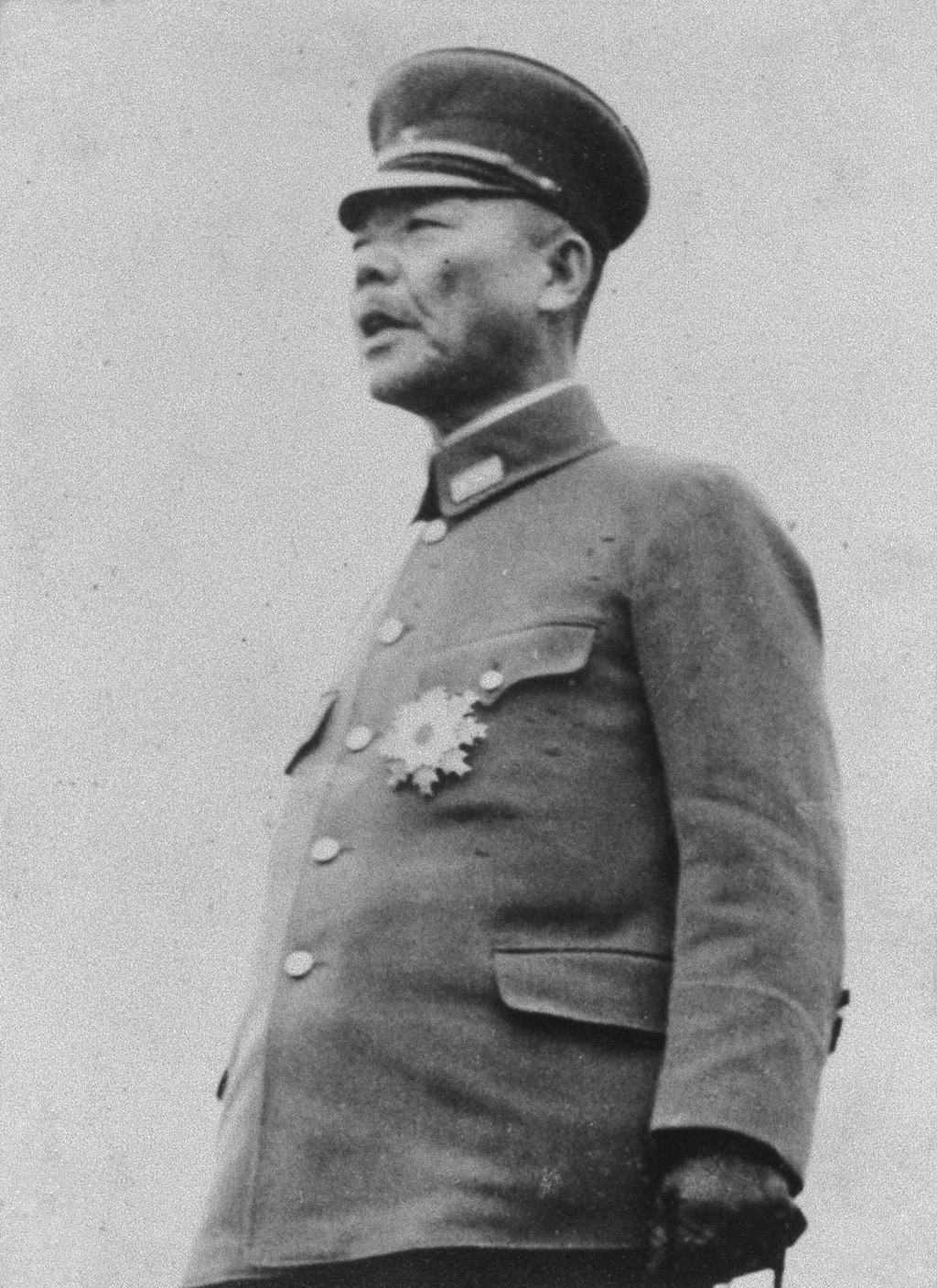
Kuniaki Koiso, gobernador general japonés de Corea, implementó el reclutamiento de coreanos para el trabajo de guerra.

A partir de 1939, la escasez de mano de obra como resultado del reclutamiento de varones japoneses para los esfuerzos militares de la Segunda Guerra Mundial condujo a un reclutamiento oficial organizado de coreanos para trabajar en Japón continental, inicialmente a través de agentes civiles y más tarde directamente, a menudo involucrando elementos de coerción. A medida que aumentó la escasez de mano de obra, en 1942, las autoridades japonesas ampliaron las disposiciones de la Ley de Movilización General del Estado para incluir el reclutamiento de trabajadores coreanos para fábricas y minas en la península coreana, Manchukuo, y la reubicación involuntaria de trabajadores a Japón, según sea necesario.
De los 5,4 millones de coreanos reclutados, unos 670 000 fueron trasladados a Japón continental (incluida la prefectura de Karafuto, actual Sajalín, ahora parte de Rusia) para realizar trabajos civiles. Los que fueron traídos a Japón a menudo se vieron obligados a trabajar en condiciones terribles y peligrosas. Aparentemente, los coreanos fueron mejor tratados que los trabajadores de otros países, pero aun así sus horas de trabajo, alimentación y atención médica fueron tales que grandes cantidades murieron. Esto está claro por los 60 000 trabajadores coreanos que murieron en Japón de los cerca de 670 000 que fueron traídos allí en los años 1939 a 1945 (línea 119a). El número total de muertes de trabajadores forzados coreanos en Corea y Manchuria se estima entre 270 000 y 810 000. A los 43 000 coreanos étnicos en Karafuto, que habían sido ocupados por la Unión Soviética justo antes de la rendición de Japón, se les negó la repatriación a Japón continental o la península coreana, y por lo tanto quedaron atrapados en Sajalín, apátridas; se convirtieron en los antepasados de los coreanos de Sajalín.
La mayoría de las víctimas coreanas de las bombas atómicas en Japón habían sido reclutadas para trabajar en fábricas industriales militares en Hiroshima y Nagasaki. En nombre de la asistencia humanitaria, Japón pagó a Corea del Sur cuatro mil millones de yenes (aproximadamente treinta y cinco millones de dólares) y construyó un centro de asistencia social para quienes sufren los efectos de la bomba atómica.

#### Servicio coreano en el ejército japonés
| Año  | Solicitantes | Solicitantes aceptados | Nivel de aceptación [%] |
| ---- | ------------ | ---------------------- | ----------------------- |
| 1938 | 2 946        | 406                    | 13,8                    |
| 1939 | 12 348       | 613                    | 5,0                     |
| 1940 | 84 443       | 3 060                  | 3,6                     |
| 1941 | 144 743      | 3 208                  | 2,2                     |
| 1942 | 254 273      | 4 077                  | 1,6                     |
| 1943 | 303 294      | 6 300                  | 2,1                     |

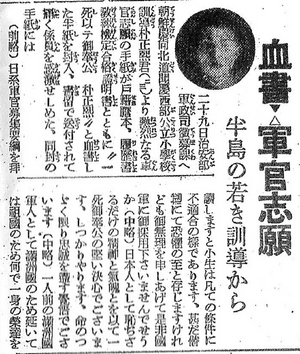
Artículo en un periódico que muestra que Park Chung-hee había prestado juramento de lealtad a Japón con su propia sangre en su formulario de solicitud para servir en el Ejército Imperial de Manchukuo, el 31 de marzo de 1939.

Japón no introdujo a los coreanos étnicos en sus fuerzas armadas hasta 1944, cuando la marea de la Segunda Guerra Mundial se volvió en su contra. Hasta 1944, el alistamiento en el Ejército Imperial Japonés por parte de coreanos étnicos era voluntario y altamente competitivo. De una tasa de aceptación del 14% en 1938, se redujo a una tasa de aceptación del 2% en 1943, mientras que el número bruto de solicitantes aumentó de 3 000 por año a 300 000 en solo cinco años durante la Segunda Guerra Mundial.

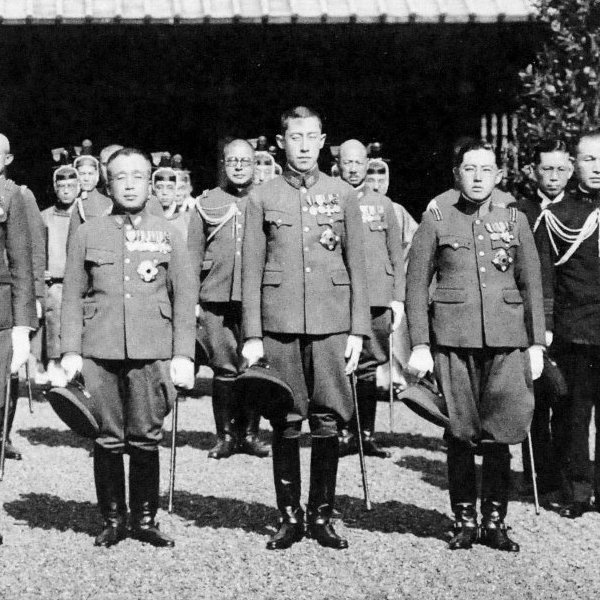
El príncipe heredero teniente general Yi Un, el príncipe capitán Yi Geon y el capitán Yi Wu en 1938.

Corea produjo siete generales y numerosos oficiales de grado de campo (Coroneles, Tenientes Coronel y Mayores) durante 35 años de gobierno colonial de Japón, a pesar de la discriminación institucionalizada. El primero y el general más conocido fue el teniente general y el príncipe heredero Yi Un. Los otros seis eran graduados de la Academia del Ejército Imperial Japonés. Ellos fueron el teniente general Jo Seonggeun; el mayor general Wang Yushik; el teniente general vizconde Yi Beyongmu; el mayor general Yi Heedu; el mayor general Kim Eungseon (también ayudante militar y guardia personal del Príncipe Yi Un); y el teniente general Hong Sa-ik, quien fue ejecutado por crímenes de guerra cometidos mientras comandaba los campos de prisioneros en el sur de Filipinas en 1944-1945.

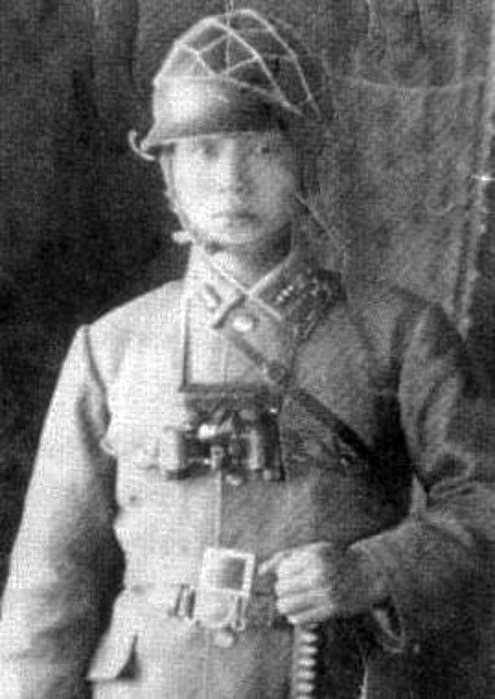
El teniente Park Chung-hee, Manchukuo, 1944.

Otros oficiales de origen surcoreano que sirvieron en el Ejército Imperial Japonés, tuvieron carreras exitosas en el período posterior a la ocupación. Los ejemplos incluyen a Park Chung-hee, quien fue nombrado presidente de Corea del Sur, Chung Il-kwon (정일권, 丁 一 權), primer ministro de 1964 a 1970, y Paik Sun-yup, el general más joven de Corea del Sur, famoso por su defensa durante la Batalla del perímetro de Pusan durante la guerra de Corea. Los primeros diez jefes del Estado Mayor del Ejército de Corea del Sur se graduaron de la Academia Imperial del Ejército Japonés y ninguno del Ejército de Liberación de Corea.
Los cadetes oficiales se habían unido al Ejército Imperial Japonés desde antes de la anexión al asistir a la Academia del Ejército Imperial Japonés. El reclutamiento de soldados alistados comenzó ya en 1938, cuando el ejército japonés de Kwantung en Manchuria comenzó a aceptar voluntarios coreanos pro-japoneses en el ejército de Manchukuo, y formó el Ejército especial de Gando. Los coreanos en esta unidad se especializaron en operaciones de contrainsurgencia contra guerrillas comunistas en la región de Jiandao. El tamaño de la unidad creció considerablemente a una tasa anual de 700 hombres e incluyó a coreanos notables como el general Paik Sun-yup, que sirvió en la guerra de Corea. El historiador Philip Jowett señaló que durante la ocupación japonesa de Manchuria, el Ejército especial de Gando "se ganó una reputación de brutalidad y se informó que arrasó grandes áreas que quedaron bajo su control".
A partir de 1944, Japón comenzó el reclutamiento de coreanos en las fuerzas armadas. Todos los varones coreanos fueron reclutados para unirse al Ejército Imperial Japonés, a partir de abril de 1944, o trabajar en el sector industrial militar, a partir de septiembre de 1944. Antes de 1944, 18 000 coreanos aprobaron el examen para ingresar al ejército. Los coreanos proporcionaron trabajadores a minas y obras de construcción en todo Japón. El número de coreanos reclutados alcanzó su punto máximo en 1944 en preparación para la guerra. Desde 1944, alrededor de 200 000 varones coreanos fueron incluidos en el ejército.
Durante la Segunda Guerra Mundial, los soldados estadounidenses se encontraron con frecuencia con soldados coreanos dentro de las filas del Ejército Imperial Japonés. Lo más notable fue en la Batalla de Tarawa, que durante ese tiempo se consideró una de las batallas más sangrientas en la historia militar de los Estados Unidos. Una quinta parte de la guarnición japonesa durante esta batalla consistió en trabajadores coreanos que fueron entrenados en roles de combate. Al igual que sus homólogos japoneses, muchos de ellos murieron en combate. Sin embargo, los japoneses no siempre creyeron que podían confiar en los trabajadores coreanos para luchar junto a ellos. En Prisoners of the Japanese, el autor Gaven Daws escribió: "En Tinian había cinco mil trabajadores coreanos y para no tener hostiles a sus espaldas cuando los estadounidenses invadieron, los japoneses los mataron".

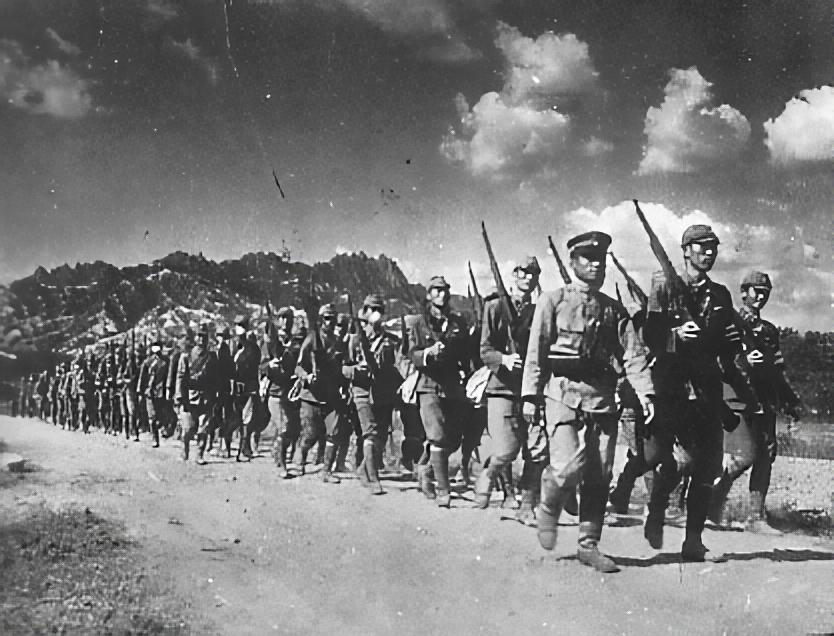
Voluntarios coreanos en el Ejército Imperial Japonés, enero de 1943.

Después de la guerra, 148 coreanos fueron condenados por crímenes de guerra japoneses de clase B y C, 23 de los cuales fueron condenados a muerte (en comparación con 920 japoneses que fueron condenados a muerte), incluidos los guardias de prisión coreanos que fueron particularmente notorios por su brutalidad durante la guerra. La cifra es relativamente alta considerando que los coreanos étnicos constituían un pequeño porcentaje del ejército japonés. El juez Bert Röling, quien representó a los Países Bajos en el Tribunal Militar Internacional para el Lejano Oriente, señaló que "muchos de los comandantes y guardias en los campos de prisioneros de guerra eran coreanos, los japoneses aparentemente no confiaban en ellos como soldados, y se dice que eran a veces mucho más crueles que los japoneses". En sus memorias, el coronel Eugene C. Jacobs escribió que durante la Marcha de la Muerte de Bataán, "los guardias coreanos fueron los más abusivos. Los japoneses no confiaron en ellos en la batalla, por lo que los usaron como tropas de servicio; los coreanos estaban ansiosos por obtener sangre en sus bayonetas, y luego pensaron que eran veteranos".
Los guardias coreanos fueron enviados a las selvas remotas de Birmania, donde el teniente coronel William A. Henderson escribió, según su propia experiencia, que algunos de los guardias que supervisaban la construcción del ferrocarril de Birmania "eran imbéciles y, a veces, casi bestiales en su trato a los prisioneros. Esto se aplicaba particularmente a los soldados rasos coreanos, reclutados solo para tareas de guardia y centinela en muchas partes del Imperio japonés. Lamentablemente, fueron nombrados guardias para los prisioneros en los campos de Birmania y Siam". El coreano de más alto rango en ser procesado después de la guerra fue el teniente general Hong Sa-ik, quien estaba al mando de todos los campos de prisioneros de guerra japoneses en Filipinas.

## Abusos japoneses
Durante la ocupación japonesa de Corea, muchos coreanos fueron víctimas de diversos crímenes de guerra. Los campesinos coreanos que escondieran o proporcionaran refugio a la resistencia eran cruelmente castigados, a menudo con la ejecución inmediata, violaciones, trabajos forzados, al saqueo, o a morir de hambre.
Japón experimentó las primeras armas biológicas, en otros pueblos asiáticos, y con los coreanos en el Escuadrón 731, una instalación secreta de experimentación médica con seres humanos vivos. La cuota de trabajadores forzados de Corea se traduce en 450 000 en propiedad del Japón.
Durante la Segunda Guerra Mundial, a las mujeres llevadas a los burdeles militares japoneses se las denominaba «mujeres de consuelo». Los historiadores estiman que el número de mujeres de consuelo oscilaba entre 10 000 y 200 000, e incluía hasta mujeres japonesas. Según los testimonios de las víctimas, figuran casos que incluyen a oficiales japoneses y colaboracionistas locales raptando o reclutando mujeres pobres del ámbito rural de Corea y otras naciones para destinarlas a la esclavitud sexual bajo la promesa de ofrecerles trabajo en las fábricas. Existen evidencias de que el gobierno japonés destruyó intencionalmente informes oficiales sobre las «mujeres de consuelo». Las hojas de empleados y registros de inventario japoneses del campo de batalla muestran documentación sobre esclavitud sexual patrocinada por el gobierno. Por poner un ejemplo, nombres de mujeres de consuelo identificadas figuran en fichas de empleo japonesas. Una de ellas fue falsamente clasificada como enfermera junto con por lo menos una docena de otras mujeres de consuelo que finalmente resultaron no ser ni enfermeras ni secretarias. En la actualidad, el gobierno surcoreano sigue investigando cientos de casos de esas listas.
La Corea colonial estuvo sujeta a las mismas Leyes de Prevención de la Lepra de 1907 y 1931 que las islas japonesas. Estas leyes directa e indirectamente permitían la segregación de pacientes en sanatorios, donde el aborto forzado y la esterilización eran prácticas comunes. Las leyes autorizaban el castigo de pacientes que «perturbaran la paz», ya que muchos leprologistas japoneses creían que la vulnerabilidad a la enfermedad era hereditaria. En Corea muchos de los pacientes también fueron obligados a trabajos forzosos.

## Víctimas de las bombas atómicas
Muchos coreanos fueron conscriptos para trabajar en las fábricas industriales militares de Hiroshima y Nagasaki. En concordancia con el secretario general de un grupo llamado 'Peace Project Network', «hubo un total de 70 000 víctimas coreanas en ambas ciudades». Japón pagó a Corea del Sur 4000 millones de yenes y construyó un centro de asistencia social en el nombre de asistencia sanitaria, como compensación a las víctimas.

## Represión cultural
Japón impuso a los coreanos una política de asimilación de la cultura japonesa en las escuelas coreanas, y a la fuerza les hizo adoptar nombres al estilo japonés, Sōshi-kaimei, las vestimentas y el idioma japonés. Sin embargo, los coreanos lograron mantener su identidad cultural. Durante este período, muchos tesoros nacionales y valiosas piezas arqueológicas fueron llevadas a Japón, sin haber sido objeto de devolución hasta la fecha.